# Nanoelectrònica

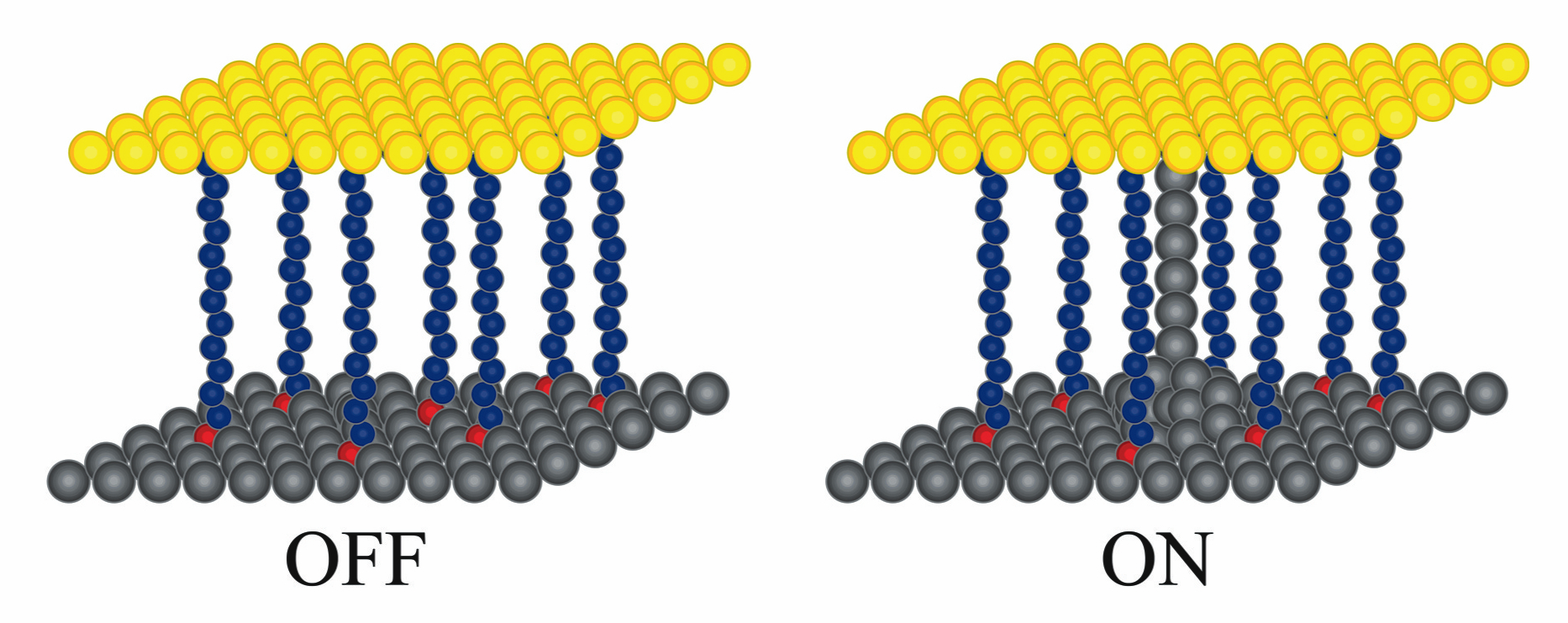
Nanointerruptor de plata: quan la tensió entre un conductor d'or (superior) i un conductor de plata (inferior) supera un punt crític, els ions de plata s'assemblen ràpidament com un llamp per salvar la bretxa a través d'una monocapa de molècules orgàniques.

La nanoelectrònica fa referència a l'ús de la nanotecnologia en components electrònics. El terme cobreix un conjunt divers de dispositius i materials, amb la característica comuna que són tan petits que les interaccions interatòmiques i les propietats mecàniques quàntiques s'han d'estudiar àmpliament. Alguns d'aquests candidats inclouen: electrònica molecular/semiconductora híbrida, nanotubs/nanofils unidimensionals (per exemple, nanofils de silici o nanotubs de carboni) o electrònica molecular avançada.

Resultat de la simulació per a la formació del canal d'inversió (densitat d'electrons) i l'assoliment de la tensió llindar (IV) en un MOSFET de nanofils. Tingueu en compte que la tensió llindar d'aquest dispositiu es troba al voltant 0,45V

Els dispositius nanoelectrònics tenen dimensions crítiques amb un rang de mida entre 1 nm i 100 nm. Les generacions recents de tecnologia MOSFET de silici (transistor d'efecte de camp d'òxid metàl·lic, o transistor MOS) ja estan dins d'aquest règim, incloent nodes CMOS de 22 nanòmetres (MOS complementaris) i FinFET (camp d'aleta) de 14 nm, 10 nm i 7 nm. transistor d'efecte) generacions. La nanoelectrònica es considera de vegades com una tecnologia disruptiva perquè els candidats actuals són significativament diferents dels transistors tradicionals.

## Conceptes fonamentals

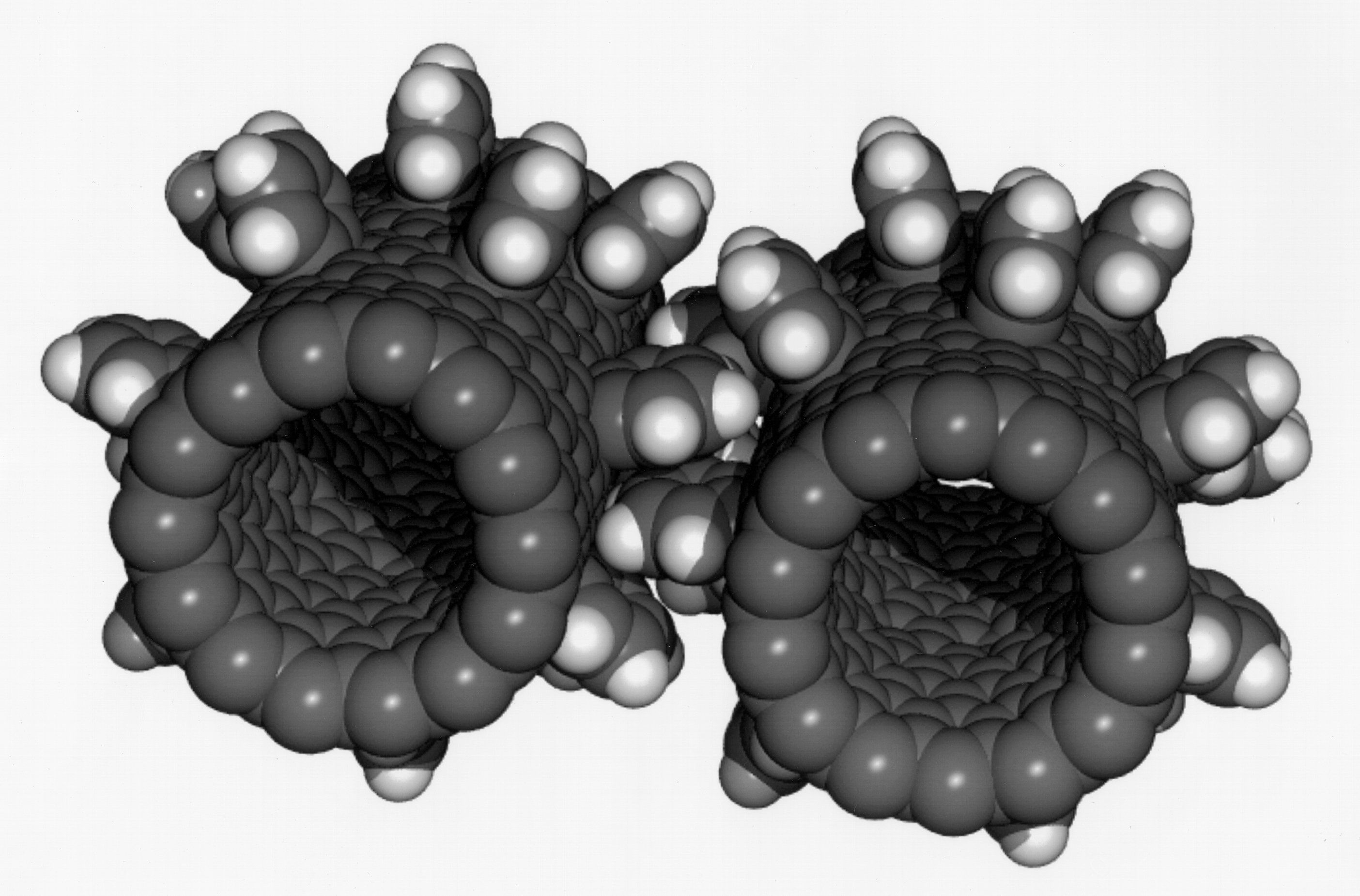
La Divisió de Sistemes de Simulació Aeroespacial Numèrica (NAS) del Centre de Recerca Ames de la NASA, Moffett Field, Califòrnia, està duent a terme investigacions sobre dispositius de mida molecular coneguts com a Nanotecnologia. Aquesta fotografia mostra dos "nano-engranatges Fullerene" amb múltiples dents. L'esperança és que algun dia es puguin construir productes fets de milers de petites màquines que es puguin autoreparar i adaptar-se a l'entorn en què existeixen. Els investigadors han simulat la connexió de molècules de benzè a l'exterior d'un nanotub per formar dents d'engranatge. Els nanotubs són canonades de mida molecular fetes d'àtoms de carboni. Per "conduir" els engranatges, el superordinador va simular un làser que servia de motor. El làser crea un camp elèctric al voltant del nanotub. Un àtom carregat positivament es col·loca a un costat del nanotub i un àtom carregat negativament a l'altre costat. El camp elèctric arrossega el nanotub com un eix que gira.

El 1965, Gordon Moore va observar que els transistors de silici estaven sotmesos a un procés continu d'escala a la baixa, una observació que més tard es va codificar com la llei de Moore. Des de la seva observació, les mides mínimes de les característiques dels transistors han disminuït de 10 micròmetres al rang de 10 nm a partir del 2019. Tingueu en compte que el node tecnològic no representa directament la mida mínima de la característica. El camp de la nanoelectrònica pretén permetre la realització continuada d'aquesta llei mitjançant l'ús de nous mètodes i materials per construir dispositius electrònics amb mides de característiques a nanoescala.

## Dispositius nanoelectrònics
Els processos de producció d'alta tecnologia actuals es basen en estratègies tradicionals de dalt a baix, on la nanotecnologia ja s'ha introduït en silenci. L'escala de longitud crítica dels circuits integrats ja es troba a la nanoescala (50 nm i per sota) pel que fa a la longitud de la porta dels transistors a les CPU o dispositius DRAM.
La nanoelectrònica té la promesa de fer que els processadors informàtics siguin més potents del que són possibles amb les tècniques convencionals de fabricació de semiconductors. Actualment s'estan investigant diversos enfocaments, incloses noves formes de nanolitografia, així com l'ús de nanomaterials com nanofils o molècules petites en lloc de components CMOS tradicionals. Els transistors d'efecte de camp s'han fet utilitzant tant nanotubs de carboni semiconductors com amb nanofils semiconductors heteroestructurats (SiNWs).
Els dissenys de memòria electrònica en el passat s'han basat en gran manera en la formació de transistors. No obstant això, la investigació sobre l'electrònica basada en interruptors transversals ha ofert una alternativa mitjançant interconnexions reconfigurables entre matrius de cablejat vertical i horitzontal per crear memòries d'alta densitat. Dos líders en aquesta àrea són Nantero, que ha desenvolupat una memòria de barra transversal basada en nanotubs de carboni anomenada Nano-RAM i Hewlett-Packard que ha proposat l'ús de material memristor com a futura substitució de la memòria Flash.